# Chlorocoma tetraspila
Chlorocoma tetraspila är en fjärilsart som beskrevs av Oswald Beltram Lower 1901. Chlorocoma tetraspila ingår i släktet Chlorocoma och familjen mätare. Inga underarter finns listade i Catalogue of Life.